# Apseudomorpha timaruvia
Apseudomorpha timaruvia är en kräftdjursart som först beskrevs av Charles Chilton 1882.  Apseudomorpha timaruvia ingår i släktet Apseudomorpha och familjen Metapseudidae. Inga underarter finns listade i Catalogue of Life.